# Child Ballads

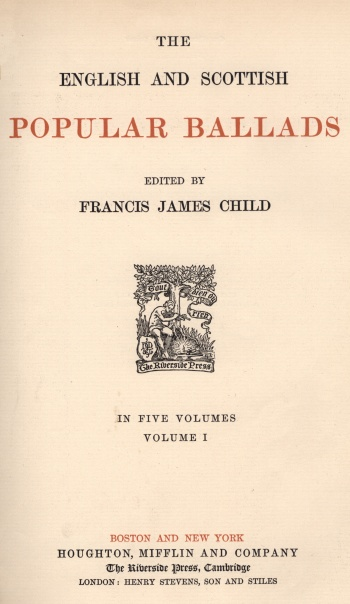
Portada de la edición de Houghton Mifflin en 1904, del libro English and Scottish Popular Ballads de Child.

El nombre de Child Ballads refiere a un conjunto de 305 baladas populares de Inglaterra y Escocia recopiladas por Francis James Child durante la segunda mitad del siglo XIX. Sus letras fueron publicadas junto a los estudios de Child como The English and Scottish Popular Ballads (1882-1898), una obra de 2,500 páginas. El acompañamiento musical de muchas de las baladas fue recopilado y publicado por Bertrand Harris Broson durante la década de los 1960s.

## Historia y contenidos
La colección de Child no fue la primera de su tipo; le antecedieron recopilaciones menos organizadas, como Reliques of Ancient English Poetry (1765). Child tomó como modelo para su obra al Danmarks gamle Folkeviser de Svend Grundtvig, donde se clasificaba y numeraban las baldas anotando variantes, que eran dispuestas a un lado para facilitar la comparación.
Muchas de las baladas de Child fueron tomadas de los broadsides, publicaciones masivas en las que se difundía letra y melodía de una canción, pero en general distinguía el material "tradicional" que le resultaba de interés de las versiones posteriores que fueron desarrollándose a través de ese medio. Sin embargo, Child murió antes de formular claramente su criterio de selección.
Los temas recurrentes en la Child ballads son de un tono oscuro: incluyen los amores prohibidos, el deseo, la obsesión, el incesto, la locura, la traición y la violencia. En ellas se encuentran heroes folklóricos (el rey Arturo), bandidos rurales (Robin Hood) y criaturas sobrenaturales (como el caso del elfin knight de la segunda balada).

## Grabaciones
Las Child Ballads han sido objeto de numerosas grabaciones y versiones contemporáneas; algunas de ellas son las siguientes:
- En sus primeros cinco primeros discos, Joan Báez cantó diez baladas de Child.
- John Jacob Niles publicó un libro llamado The Ballad Book of John Jacob Niles en el que presenta variantes norteamericanas (recopiladas principalmente en el sur y en la región de las Apalaches).
- Varios grupos de folk eléctrico tales como Fairport Convention, Pentangle, Steeleye Span y Broadside electric han basado parte de su repertorio en las Child Ballads.

- Datos: Q2517093
- Multimedia: Child Ballads / Q2517093